# Helmut M. Niegemann
Helmut M. Niegemann (* 14. Mai 1947 in Völklingen) ist ein deutscher Bildungs- und Medienpsychologe und Hochschullehrer.

## Werdegang
Nach dem Abitur am Realgymnasium in Völklingen studierte Niegemann in Saarbrücken Soziologie und Erziehungswissenschaften. Auf die Magisterprüfung im Jahre 1971 folgte eine Anstellung als Lehrer an einem Berufsbildungszentrum im Saarland und eine Tätigkeit als Wissenschaftlicher Mitarbeiter im Fachbereich Erziehungswissenschaft an der Universität des Saarlandes.
Im Jahre 1978 erfolgte die Promotion in Erziehungswissenschaft und Pädagogische Psychologie. Daraufhin arbeitete Niegemann als Hochschulassistent (1980–1986), Mitarbeiter eines Mannheimer Medienverlages (1986–1988) sowie als freiberuflicher Dozent und Lernprogrammautor (1988–1991).
Ab 1992 leitete Niegemann Forschungsprojekte an der Universität Mannheim. Im Jahre 1993 folgte die Habilitation an der Universität des Saarlandes und die Verleihung der Venia Legendi im Fach Erziehungswissenschaften. Von 1994 bis 1996 übernahm er eine Vertretungsprofessur für Pädagogische Psychologie und Entwicklungspsychologie an der TH Darmstadt. 1997 wurde er zum Leiter der Abteilung Didaktisches Design des Deutschen Instituts für Fernstudienforschung (DIFF) an der Universität Tübingen ernannt (bis 2000).
Im Jahre 1998 wurde Niegemann außerplanmäßiger Professor für Erziehungswissenschaften an der Universität des Saarlandes. In den Jahren 1999 bis 2001 übernahm Niegemann die Vertretung der Professur für Medienkonzeption/Digitale Medien am Institut für Medien- und Kommunikationswissenschaft (IfMK) der Technischen Universität Ilmenau und ab 2001 bis 2003 die Universitätsprofessur für Medienkonzeption/Digitale Medien.
Ab 2003 war Niegemann Inhaber des Lehrstuhls für Lernen und neue Medien an der Universität Erfurt. Im selben Jahr wurde er Direktor des Zentrums für Lehr-/Lern- und Bildungsforschung (ZLB; bis 2009). Seit 2008 ist er Vertrauensdozent der Friedrich-Naumann-Stiftung für die Freiheit. Von 2009 bis 2012 war er Mitglied der Leitungsgruppe des Universitären Schwerpunkts Bildung der Universität Erfurt und auch ein Mitglied der Leitungsgruppe KinderKöpfe – Lernen, Lehren, Mediale Sozialisation (Schwerpunkt Bildung der Universität Erfurt). Ebenfalls bis 2012 war er Studiengangsleiter des weiterbildenden Onlinestudiengangs Instruktionsdesign und Bildungstechnologie an der Universität Erfurt. Seit 1. Mai 2013 ist er Gastprofessor an der Universität des Saarlandes und seit Dezember 2016 dort Honorarprofessor für Bildungstechnologie.
Seit 2012 ist Niegemann in Erfurt emeritiert, wirkt seit 2014 jedoch zusätzlich als Seniorprofessor für Wirtschaftspädagogik an der Johann Wolfgang Goethe-Universität Frankfurt am Main.
Helmut Niegemann ist ein Mitglied des wissenschaftlichen Beirates der Zeitschriften Educational Research Review und Empirische Pädagogik. Seit 2021 ist er Mitglied im Netzwerk Wissenschaftsfreiheit.

## Veröffentlichungen (Auswahl)
- Niegemann, H. M.: Neue Lernmedien. Konzipieren, entwickeln, einsetzen. Göttingen: Hans Huber 2001, ISBN 3-4568-3448-9
- Niegemann, H.M. / Brünken, R. / Leutner, D. (eds.): Instructional Design for Multimedia Learning. Proceedings of the EARLI SIG 6 Symposium 2002 (Erfurt, Germany). Münster: Waxmann 2004, ISBN 978-3-8309-1384-9
- Niegemann, H.M. / Hessel, S. / Hochscheid-Mauel, D. / Aslanski, K. / Deimann, M. / Kreuzberger, G.: Kompendium E-Learning. Heidelberg: Springer 2004, ISBN 3-540-43816-5
- Niegemann, H. M., Schatta, A., & Müller, C.: Planung und Management von Medienprojekten. (Studienbrief 33078-2-01-S1). Hagen: Fernuniversität Hagen 2007.
- Niegemann, H.M. / Domagk, S. / Hessel, S. / Hein, A. / Hupfer, M. / Zobel, A.: Kompendium multimediales Lernen, Heidelberg: Springer, 2008, ISBN 978-3-540-37225-7